# Krośnica (Petite-Pologne)
Pour les articles homonymes, voir Krośnica.
Krośnica est une localité polonaise de la gmina de Krościenko nad Dunajcem, située dans le powiat de Nowy Targ en voïvodie de Petite-Pologne.